# 美多加堂
美多加堂（みたかどう）は、東京都八王子市に所在する企業。

## 概要
菓子のマーケティングや卸売を業務とする。
1949年に三鷹市で菓子類を製造販売する美多加堂を創業。
1989年に本社を多摩市に移転。
コロナ禍の2020年3月に売り上げが減少した企業が融資枠を確保できるセーフティーネット保証を申し込む。
2020年のコロナ禍の際には、需要が増していることから強アルカリ性除菌剤の製造・販売を拡大。出資先の関連会社の製造能力を倍増させる。
2020年4月からロート製薬グループの会社と共同開発した機能性表示食品を販売。
2021年に中央大学とコラボレーションして、江戸川区の名産である小松菜を用いたパンを開発。
2023年2月に主力商品である低糖質パンをリニューアルして乳酸菌を配合するなどで機能性と食管を高めたのを発売する。

## 統一教会問題
2022年に本社を売却する。
2022年8月より本社は八王子市になる。
土地を購入したのは統一教会で土地の広さは約6300平方メートル。
多摩市長は教団側に新たな建物を建てないように申し入れている。
土地を購入したのは2022年4月で安倍晋三を銃撃する事件以前であった。